# Jelovac
Jelovac es un pueblo ubicado en la municipalidad de Despotovac, en el distrito de Pomoravlje, Serbia.

## Superficie
Posee una superficie de 63,35 kilómetros cuadrados.

## Demografía
Hasta 2011 la población era de 278 habitantes, con una densidad de población de 4,388 habitantes por kilómetro cuadrado.